# Campeonato Mundial de Esgrima de 1979
El XLIV Campeonato Mundial de Esgrima se celebró en Melbourne (Australia) entre el 18 y el 28 de agosto de 1979 bajo la organización de la Federación Internacional de Esgrima (FIE) y la Federación Australiana de Esgrima.

## Medallistas

### Masculino
| Evento              | Oro                                                                                         | Plata | Bronce                                                                                           |
| ------------------- | ------------------------------------------------------------------------------------------- | --- | ------------------------------------------------------------------------------------------------ |
| Florete individual  | Alexandr Romankov URSS                                                                      | Pascal Jolyot Francia                                                                                    | Fabio Dal Zotto · Italia                                                                         |
| Florete por equipos | Alexandr Romankov Vladimir Smirnov Sabirzhan Ruziyev Vladimir Lapitski Serguei Kosenko URSS | Andrea Borella · Fabio Dal Zotto · Federico Cervi · Mauro Numa · Carlo Montano · Italia                  | Matthias Behr Harald Hein Thomas Bach Klaus Reichert Mathias Gey RFA                             |
| Espada individual   | Philippe Riboud Francia                                                                     | Ernő Kolczonay · Hungría                                                                                 | Leszek Swornowski · Polonia                                                                      |
| Espada por equipos  | Ashot Karaguian Boris Lukomski Leonid Dunayev Alexandr Abushajmetov URSS                    | Alexander Pusch Elmar Borrmann Adrian Germanus Hanns Jana RFA                                            | Patrice Gaille · Daniel Giger · Christian Kauter · Michel Poffet · François Suchanecki · Suiza   |
| Sable individual    | Vladimir Nazlymov URSS                                                                      | Viktor Krovopuskov URSS                                                                                  | Mijail Burtsev URSS                                                                              |
| Sable por equipos   | Vladimir Nazlymov Mijail Burtsev Viktor Krovopuskov Viktor Sidiak Nikolai Aliojin URSS      | Michele Maffei · Mario Aldo Montano · Gianfranco Dalla Barba · Marco Romano · Ferdinando Meglio · Italia | Jacek Bierkowski · Dariusz Wódke · Andrzej Kostrzewa · Janusz Kondrat · Tadeusz Piguła · Polonia |

### Femenino
| Evento              | Oro                                                                                   | Plata                                                                                              | Bronce                                                                    |
| ------------------- | ------------------------------------------------------------------------------------- | -------------------------------------------------------------------------------------------------- | ------------------------------------------------------------------------- |
| Florete individual  | Cornelia Hanisch RFA                                                                  | Valentina Sidorova URSS                                                                            | Ildikó Schwarczenberger · Hungría                                         |
| Florete por equipos | Yelena Belova Valentina Sidorova Irina Ushakova Nailia Guiliazova Olga Dmitrenko URSS | Ildikó Schwarczenberger · Edit Kovács · Zsuzsanna Szőcs · Gertrúd Stefanek · Magda Maros · Hungría | Cornelia Hanisch Ingrid Losert Sabine Bischoff Ute Wessel Jutta Höhne RFA |

## Medallero
| Núm. | País    | Oro | Plata | Bronce | Total |
| ---- | ------- | --- | ----- | ------ | ----- |
| 1    | URSS    | 6   | 2     | 1      | 9     |
| 2    | RFA     | 1   | 1     | 2      | 4     |
| 3    | Francia | 1   | 1     | 0      | 2     |
| 4    | Hungría | 0   | 2     | 1      | 3     |
| 4    | Italia  | 0   | 2     | 1      | 3     |
| 6    | Polonia | 0   | 0     | 2      | 2     |
| 7    | Suiza   | 0   | 0     | 1      | 1     |
|      | TOTAL   | 8   | 8     | 8      | 24    |